# Canton de Salon-de-Provence
Le canton de Salon-de-Provence est une ancienne division administrative française située dans le département des Bouches-du-Rhône, dans l'arrondissement d'Aix-en-Provence.
Il est supprimé à la suite du redécoupage cantonal de 2014. Lui succèdent les nouveaux cantons de Salon-de-Provence-1 et Salon-de-Provence 2.

## Composition
| Nom                           | Code Insee | Intercommunalité                   | Superficie (km2) | Population (dernière pop. légale) | Densité (hab./km2) |
| ----------------------------- | ---------- | ---------------------------------- | ---------------- | --------------------------------- | ------------------ |
| Salon-de-Provence (chef-lieu) | 13103      | Métropole d'Aix-Marseille-Provence | 70,30            | 45 574 (2016)                     | 648                |
| Grans                         | 13044      | Métropole d'Aix-Marseille-Provence | 27,60            | 4 457 (2014)                      | 161                |

## Représentation

### Conseillers généraux de 1833 à 2015
| Période     | Période           | Identité                         | Étiquette      | Qualité |
| ----------- | ----------------- | -------------------------------- | -------------- | --- |
| 1833        | 1839              | Pierre Esmenard                  |                | Juge de paix à Salon-de-Provence                                                                                                  |
| 1839        | 1848              | César Bossy                      |                | Médecin, maire de Salon-de-Provence (1838-1848)                                                                                   |
| 1848        | 1870              | Victor Roman                     |                | Ancien juge de paix du canton de Salon-de-Provence                                                                                |
| 1870        | 1871              | Louis-Auguste Sibour (1827-1899) |                | Ancien officier de la Marine Nationale, Salon-de-Provence                                                                         |
| 1871        | 1872 (annulation) | Jean-Baptiste Bertin             | Royaliste      | Maire de Salon-de-Provence (1871-1876)                                                                                            |
| 26 mai 1872 | 1877              | Louis Reynaud                    | Républicain    | Maire de Salon-de-Provence (1870-1871, 1876-1882)                                                                                 |
| 1877        | 1886 (démission)  | Jules Deiss                      | Républicain    | Maire de Salon-de-Provence (1882-1884)                                                                                            |
| 1886        | 1895              | Auguste Tuaire                   | Socialiste     | Professeur puis censeur de lycée                                                                                                  |
| 1895        | 1902 (décès)      | Joseph Barielle                  | Rad.           | Négociant en huile d'olive Maire de Salon-de-Provence (1895-1897)                                                                 |
| 1902        | 1907              | Jean-Baptistin Garcin            | Rad.           | Maire de Salon-de-Provence (1900-1904)                                                                                            |
| 1907        | 1919              | Auguste Girard                   | Rad.           | Négociant en huiles et savons Maire de Salon-de-Provence (1904-1908 et 1910-1912) Président du Conseil général Député (1912-1927) |
| 1919        | 1931              | Julien Fabre                     | Rad. puis SFIO | Maire de Salon-de-Provence (1912-1929)                                                                                            |
| 1931        | 1937              | Louis Rodin                      | Rad.           | Maire de Salon-de-Provence (1929-1944)                                                                                            |
| 1937        | 1940              | Roger Carcassonne                | SFIO           | Avocat |
|             |                   |                                  |                | |
| 1945        | 1982              | Roger Carcassonne                | SFIO puis PS   | Avocat Sénateur (1946-1971) Président du Conseil général (1950)                                                                   |
| 1982        | 1989 (démission)  | André Vallet                     | PS             | Directeur d'école (retraité) Maire de Salon-de-Provence de 1989 à 2001 Sénateur de 1989 à 2008                                    |
| 1989        | 1994              | Philippe Adam                    | FN             | Employé à la Chambre de commerce et d'industrie, Salon-de-Provence                                                                |
| 1994        | 2001              | Julien Vignoli                   | RPR            | Directeur de société Maire-adjoint de Salon-de-Provence (1994-2001)                                                               |
| 2001        | 2008              | Philippe Léandri                 | RPR puis UMP   | Expert-comptable Premier adjoint au maire de Salon-de-Provence (1995-2001)                                                        |
| 2008        | 2015              | Michel Tonon                     | PS puis DVG    | Professeur d'EPS Conseiller municipal de Salon-de-Provence (Maire de 2002 à 2014)                                                 |

### Conseillers d'arrondissement (de 1833 à 1940)
| Période                                  | Période | Identité                    | Étiquette   | Qualité |
| ---------------------------------------- | ------- | --------------------------- | ----------- | --- |
| 1833                                     | 1842    | Pierre Léon Hilarion Imbert |             | Avocat à Salon-de-Provence                                                                                  |
| 1842                                     |         | Émilien Jourdan (1806-1882) | Républicain | Négociant et agriculteur, adjoint au maire de Salon                                                         |
|                                          |         |                             |             | |
| 1852                                     |         | Claude Moutin               |             | Négociant à Salon                                                                                           |
|                                          |         |                             |             | |
| 1871                                     |         | Armand Rondard (1810-1888)  |             | Médecin à Salon                                                                                             |
|                                          |         |                             |             | |
| 1881                                     | 1883    | Louis-François Perret       |             | Suppléant du juge de paix à Salon                                                                           |
| 1883                                     | 1895    | M. Reynaud                  |             | Propriétaire                                                                                                |
| 1895                                     | 1904    | Lucien Gautier              |             | Conseiller municipal de Pélissanne                                                                          |
| 1904                                     | 1934    | Marius Sauvaire (1870-1946) | Radical     | Employé au PLM, maire de Miramas                                                                            |
| 1934                                     | 1940    | Antoine Moutet              | SFIO        | Cultivateur propriétaire, maire de Pélissanne                                                               |
| 1940                                     |         |                             |             | Les conseils d'arrondissement ont été suspendus par la loi du 12 octobre 1940 et n'ont jamais été réactivés |
| Les données manquantes sont à compléter. |         |                             |             | |

## Démographie
| 1962   | 1968   | 1975   | 1982   | 1990   | 1999   | 2006   | 2011   | 2012   |
| ------ | ------ | ------ | ------ | ------ | ------ | ------ | ------ | ------ |
| 23 609 | 33 168 | 37 377 | 37 941 | 37 490 | 40 882 | 44 180 | 47 094 | 48 090 |